# Literatura castellana

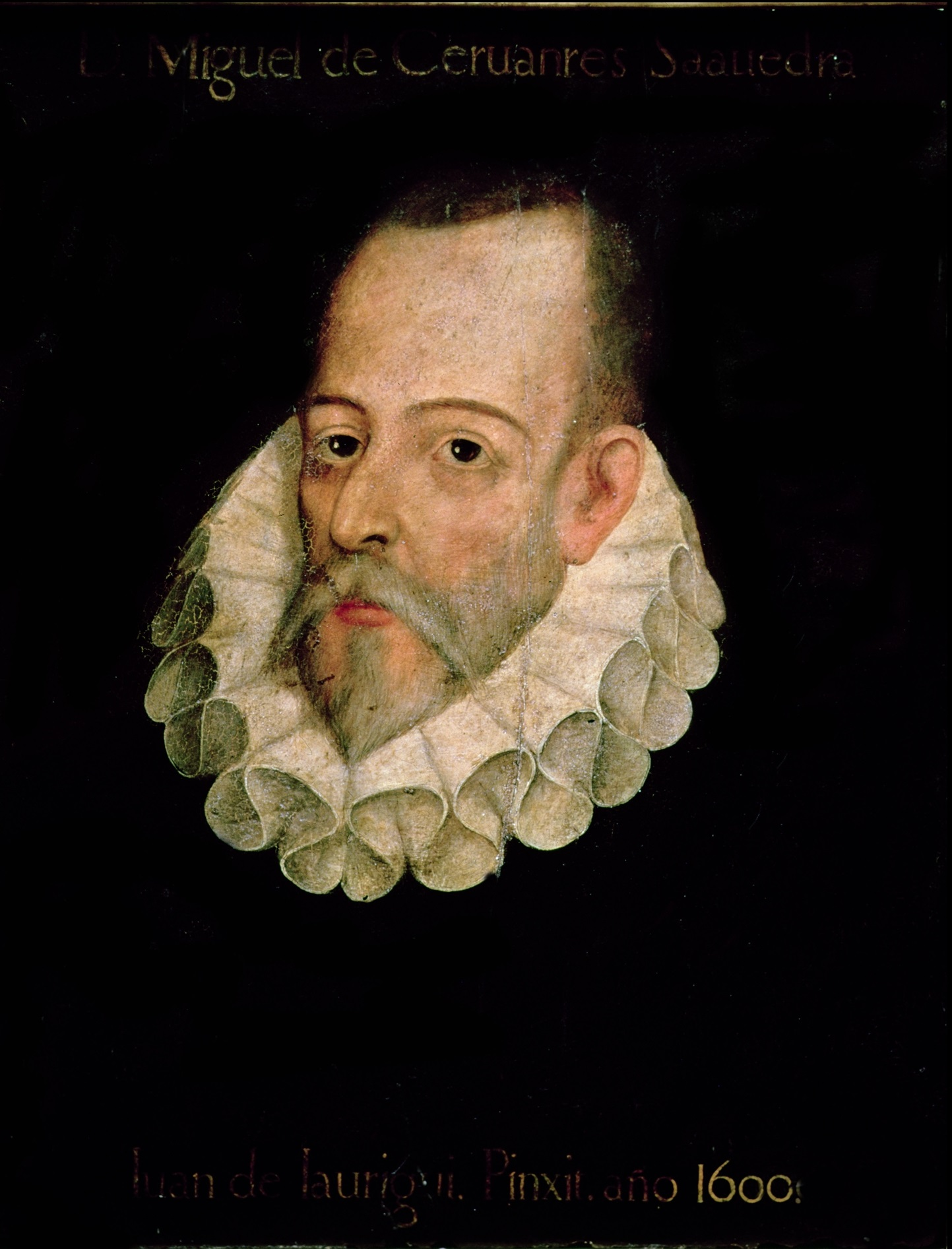
Miguel de Cervantes i la seva obra El Quixot són màxims exponents d'aquesta literatura. En aquesta novel·la, l'autor va consolidar la forma de literatura que la novel·la picaresca havia establert a Espanya a una narrativa de ficció que va servir de plantilla a molts novel·listes al llarg de la història de la literatura castellana.

La literatura castellana és la literatura en castellà produïda a Espanya. Quan s'usa aquest terme és per diferenciar aquesta literatura de la que s'ha fet a l'Amèrica Llatina. Es diferencia de la literatura espanyola, escrita en castellà independentment del lloc d'origen.
La història d'aquesta literatura s'acostuma a dividir en literatura castellana medieval, renaixentista, del Segle d'Or, il·lustrada, neoclàssica, romàntica, realista, modernista, de la generació del 98 i del segle XX.

## Història

### Època medieval
Només a partir del segle xiii i en un sentit exclusicament geogràfic és possible parlar de literatura espanyola escrita. Fins a aquest període, se suposa la coexistència d'una poesia de transmissió oral en llengües romàniques, tant lírica com èpica, juntament amb usos cultes de l'escriptura que tenien com a llengua d'expressió i transmissió el llatí.
Fins a la dècada de 1950, va ser habitual considerar que el començament de la literatura espanyola es va donar amb una obra èpica: el Cantar de mio Cid (segle xii), obra que era transmesa generalment de forma oral pels joglars. La historiografia literària no va tenir en compte dades proporcionades per cròniques anteriors a la definitiva fixació textual de l'anomenada cançó de gesta. Aquestes dades fan referència a la tradició oral tant en la seva versió lírica més antiga com als romanços, ambdues formes d'expressió que formaven part del patrimoni cultural. L'any 1948, el lingüista hungarès Samuel Miklos Stern va descobrir en antics manuscrits conservats al Caire, unes estrofes líriques en llengua romanç aljamiada, denominades kharges. Actualment, s'assumeix que aquests textos no reflecteixen un romanç castellà, sinó l'idioma romanç mossàrab.

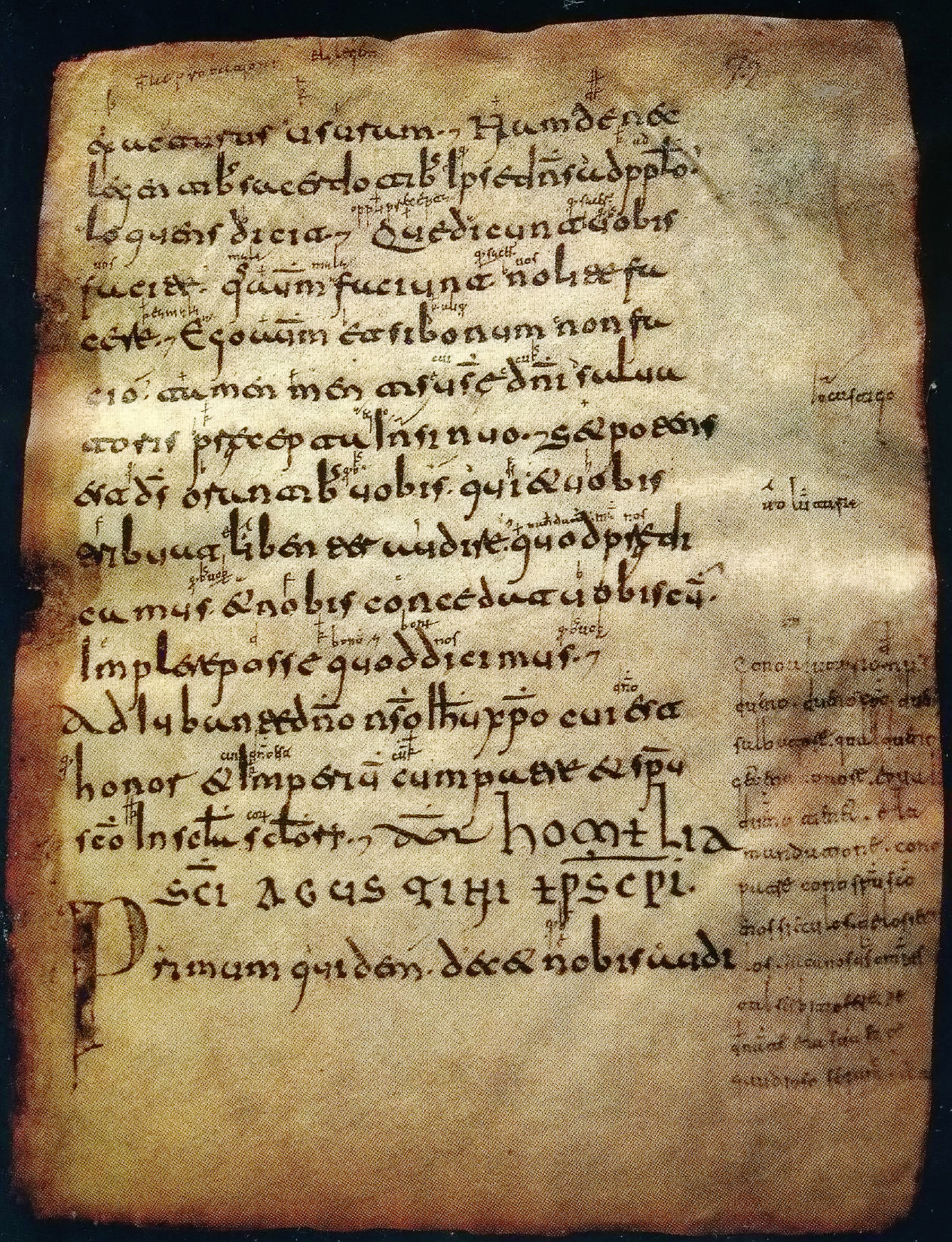
Pàgina 72 del Còdex Emilianense 60. S'aprecia la glosa al marge.

- Glosas Emilianenses (segle X): El primer text escrit en formes romàniques espanyoles. En realitat no té caràcter literari. Va aparèixer en un manuscrit de San Millán de la Cogolla. El text diu:

| « | Cono ayutorio de nuestro dueño dueño Cristo, dueño Salvatore, qual dueño yet ena honore a qual dueño tienet ela mandatione cono Patre, cono Spiritu Sancto, enos siéculos de los siéculos. Fácanos Deus onmipotes tal serbicio fere que denante ela sua face gaudiosos seyamus. | 'Amb l'ajuda de nostre Senyor Don Crist, Don Salvador senyor que està en l'honor i senyor que té el mandat amb el Pare, amb l'Esperit Sant, en els segles dels segles. Fes-nos déu omnipotent fer tal servei que davant de la teva faç joiosos siguem.' | » |

S'ha assenyalat que aquest es podria interpretar aquest text per les seves característiques més aviat com la varietat riojana del romanç navarrès-aragonès.
- Les kharges (segle xi): Breus composicions líriques de caràcter amorós, escrites en àrab vulgar, o en la llengua romanç dels cristians que vivien a Al-Àndalus (mossàrabs). Exemple de kharja:

| « | Vayse meu corachón de mib. Ya Rab, ¿si me tornarád? ¡Tan mal meu doler li-l-habib! 'Enfermo yed, ¿cuánd sanarád? | Vesi el seu cor en mi. Oh Déu, se'm tornarà? Tan dolent el meu dolor per l'estimat! Malalt está, quant sanarà? | » |

El que va deixar clar el descobriment de les kharges és que, des dels seus orígens, la literatura castellana ha estat testimoni d'una mescla rica i heterogènia de cultures i llengües.

Cronològicament, el primer a sorgir és el Mester de joglaria, format per cançons de gesta que imites les chansons franceses al principi i posteriorment reaccionen a una temàtica nacional ben diferenciada agrupant-se en diversos cicles, dels quals els més importants són els relatius al El Cid, a Los siete infantes de Lara i el relatiu a Bernardo del Carpio. Davant de l'èpica francesa, l'èpica espanyola té uns trets diferencials molt marcats:
- Més realisme, en detriment dels elements sobrenaturals i fantàstics que aparèixen en l'èpica francesa.
- Més vitalitat: els arguments i històries medievals de l'èpica espanyola perviuran posteriorment en el teatre clàssic del segle d'or i en el Romanç antic i nou fins a l'actualitat en forma oral o fins i tot escrita.
- Utilitza una rima més fàcil i lliure, l'asonant, a diferència de l'èpica francesa, escrita en rima consonant.
- El vers de l'èpica espanyola és anisosil·làbic (irregular, de diferent mesura, amb predomini de l'alexandrí o de 14 síl·labes amb pausa versal o cesura gairebé sempre després de la setena síl·laba), mentre que el de l'èpica francesa és regula, isosil·làbic.

En aquest mester es podria grupar també la literatura oral tradicional de les kharges en llengua mossàrab, de les cantigas de amigo en gallec portuguès i la literatura trovadoresca que, en llengua provençal, van començar a escriure alguns trobadors catalans. Quant a la lírica castellana en aquest segle, gairebé no s'ha conservat res, tret d'algunes restes de nadales.
Segons Ramón Menéndez Pidal, el Cantar de mio Cid va ser compost al voltant de l'any 1145, quaranta-sis anys després de la mort del Cid; Antonio Ubieto Arteta, no obtant això, ha corregit aquesta hipòtesi inicial i ha datat la composició de l'obra al voltant de l'any 1207. Se n'ignora l'autor, tot i que segurament tenia alguns coneixements jurídics i potser estava relacionat amb el culte sepulcreal establerts al voltant del sepulcre del Cide en el San Pedro de Cardeña; Menéndez Pidal pensa, a causa de la distribució dels topònims que es troben en el Cantar, que va poder ser dos autors relacionats amb San Esteban de Gormaz i amb Medinaceli; el manuscrit va ser copiat per un tal Per Abbat, Pere Abad.
- Mester de joglaria
- Cantar de mio Cid, d'autor desconegut, tot i que el manuscrit està firmat per Per Abbat (Pere Abad)
- Auto de los Reyes Magos

#### Segle XIII
- Mester de Clerecia, va sorgir per oposició al Mester de Joglaria. El seu màxim representant va ser Gonzalo de Berceo.

- Lírica galaicoportuguesa, presenta tres tipus de cantigues: d'amic, d'amor i d'escarni o maleir.

- Ramon Llull, filòsof, poeta, místic, teóleg i missioner mallorquí del segle xiii, és considerat el creador de la literatura catalana culta, llengua en què va escriure sobre filosofia; medicina; física; geometria; astronomia; astrologia; gramàtica; teologia; moral religiosa i social; educació; relat, novel·la i mística tant en prosa com en vers, així com poesia lírica religiosa d'influència provençal. És el primer novel·lista en prosa, autor místic i escriptor en llenguatge científic en una llengua neollatina.

- Alfons X, el Savi, promotor de la llengua castellana, excel·lent poeta en galaicoportuguès i promotor de l'Escola de Traductors de Toledo.

#### Segle XIV
- Don Juan Manuel
- Juan Ruiz, arxipreste d'Hita

#### Segle XV

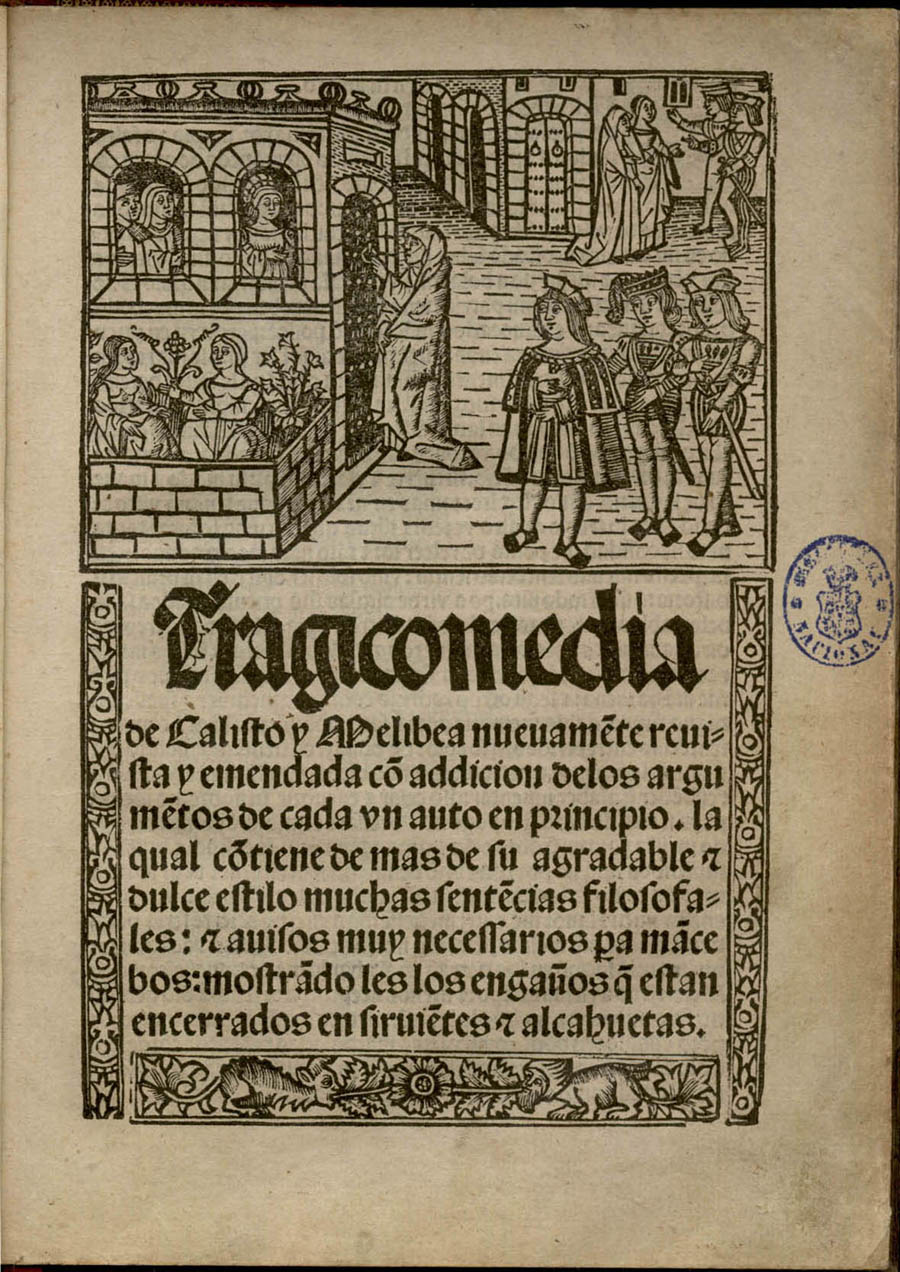
La Celestina.

Durant el segle XV va sorgir l'anomenat prerrenaixement, la producció literària va augmentar de forma notable i els poetes més destacats d'aquest segle són Juan de Mena, Íñigo López de Mendoza (marquès de Santillana) i Jorge Manrique, que amb la seva obra Coplas a la muerte de su padre va reflectir perfectament l'acceptació cristiana de la mort.
- La Celestina: la literatura castellana de l'Edat Mitjana ca concloure amb aquesta obra de Fernando de Rojas.

### El Renaixement
El període històric que va venir després de l'Edat Mitjana a Europa és conegut com a Renaixement i comprèn tot el segle XVI tot i que els seus precedents es troben en el segles XIV i XV i les seves influències es deixen notar en el XVII.
Es va iniciar a Itàlia i es va estendre per tot Europa afavoorit per l'invenció de l'impremta.
Els escriptors del Renaixement van adoptar com a models a imitar els escriptors de l'antiguitat clàssica i els grans italians del segle xiv Dante, Petrarca i Bocaccio. Aquest moviment va ser influït pels humanistes que van estudiar la cultura de Grècia i Roma, entre els quals destaquen Erasme de Rotterdam, Antonio de Nebrija i Joan Lluís Vives i March.
Durant l'Edat Mitjana l'art va ser un mitjà per honorar Déu. En el Renaixement el centre del món és l'home, els poetes canten a l'amor humà, la naturalesa, els actes de guerra i també tracten temes filosòfics i polítics.

#### Poesia durant el regnat de Carles V
Joan Boscà i Almogàver, influenciat per altres artistes italians i instat per Navagero va introduir noves formes, escrivint molts poemes de gran qualitat.
El seu amic Garcilaso de la Vega és l'adaptador definitiu de les formes italianes, usant el vers hendecasíl·lab i els rescursos típics de la poesia italiana: el sonet, el tercet, la cançó, la lira, la rima interna i els versos solts.
Una sèrie de poetes van seguir els passos formant l'Escola Petrarquista, els representant més notables de la qual van ser:
- Hernando de Acuña: autor de bells sonets
- Gutierre de Cetina: autor del madrigal Ojos Claros Serenos
- Francisco de Figueroa

#### Poesia lírica a l'èpoc de Felip II
Hi hagueren dues tendències: 
- L'escola Sevillana: caracteritzada per adorns retòrics, tractava temes de l'amor humà i patriòtic. Fernando de Herrera en va ser el màxim representant.
- L'escola Salamanquesa: fundada per Frai Luis de León, es caracteritzava per la seva sobrietat i per la concisió de l'estil. Es va inspirar en temes greco-llatins i en la Bíblia.

#### L'ascètica i la mística
L'aparició d'aquest gènere a Espanya sembla influenciada pels místics estrangers anteriors com Kempis, Tauler, Ruysbrock, etc.
Entre els primers escriptors ascètics està el Beat Joan d'Àvila (1500-1569).
Els escriptors ascètics més importants van ser: 
- Lluís de Granada: va ser membre de l'Ordre dels Dominics. Gran orador de temes religiosos. Les seves obres més importants, considerades tractats de doctrina, són Guía de pecadores, Libro de la oración y meditación, i, la més notable, Introducción al símbolo de la fe.

- Santa Teresa: Teresa de Cepeda i Ahumada. Va néixer a Àvila. Als 19 anys va ingressa a l'Ordre Carmelita, que més tard va reformar creant l'Ordre dels Carmelites descalços. Va fundar 17 convents en dotze anys. En la seva obra literària utilitzava un llenguatge planer propi del camp d'Àvila però també profund i fervorós. Entre les seves obres més importants hi ha El Libro de su vida, l'autobiografia espiritual Camino de perfección, en què indica els mitjans per obtenir-la, El libro de las fundaciones, El castillo interior, o Las moradas.

- Sant Joan de la Creu: Juan de Yepes Álvarez. Va néixer a Fontiveros (Àvila), va ser deixeble de Santa Teresa. Va a dur a terme la reforma de l'Ordre dels Carmelites Descalços i va fundar diversos convents. A diferència de Santa Teresa, sant Joan va ser un humanista i dominava l'idioma. La seva pràctica poètica, molt escassa, es redueix a Subida del monte Carmelo, Cántico espiritual, Noche oscura del alma, Llama del amor viva. I també algunes poesies de caràcter religiós, entre les quals hi ha Aunque es de noche i Tras un amoroso lance. La seva obra més important és el Cántico Espiritual, escrit en lires garcilasistes, inspirat en el Càntic dels Càntics.

- Sant Ignasi de Loiola: Íñigo López de Recalde, fundador de la Companyia de Jesús. Va ser ferit en la defensa de Pamplona. Durant la seva convalescència la lectura dels llibres Vida de Cristo escrit per Ludolf de Saxònia i Flos Sanctorum van influir en el seu esperit profundament. La seva única obra literària és Los Ejercicios Espirituales, en què va expressar la seva ideologia cristiana.

### Segle d'Or: El Barroc

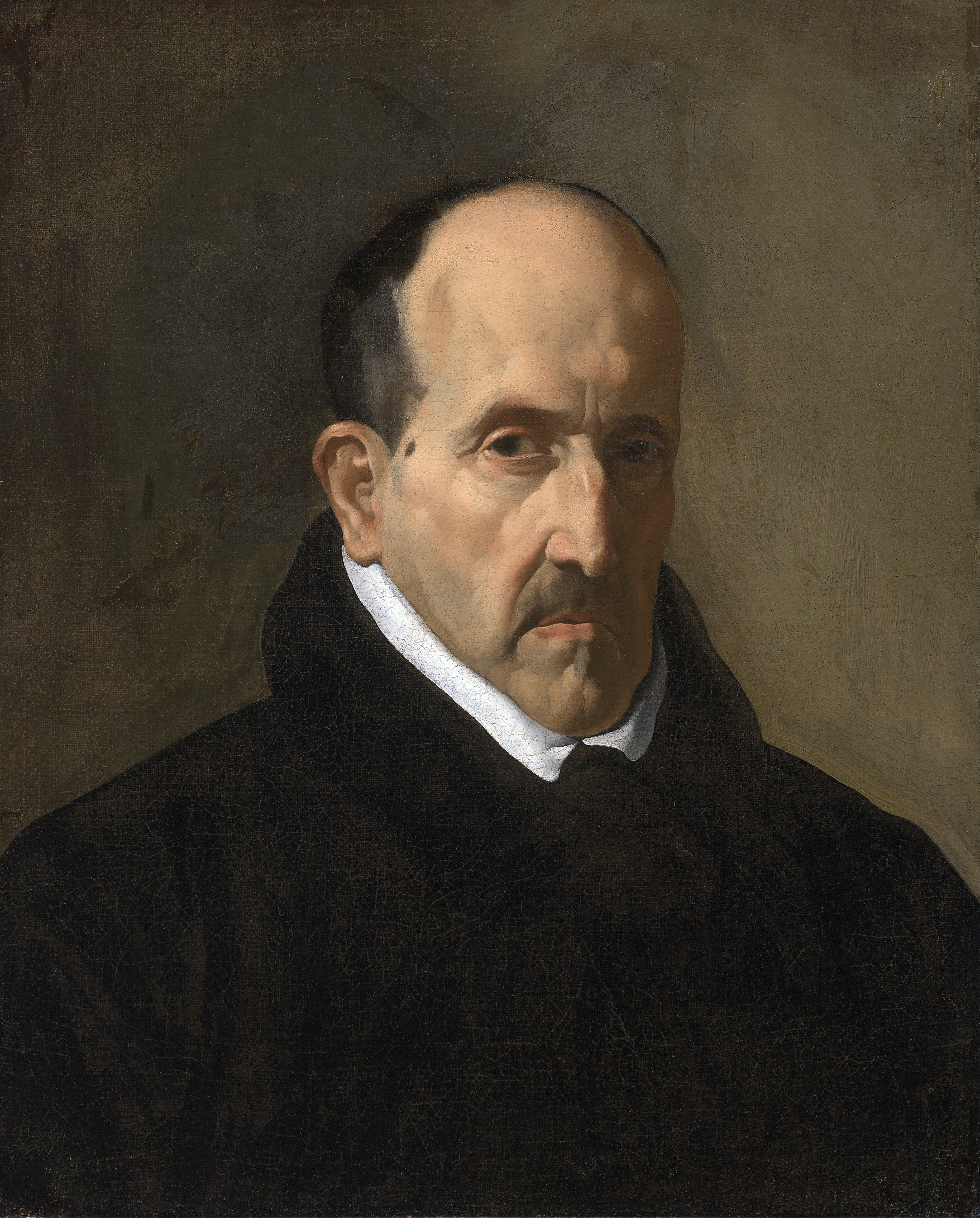
Retrat de Luis de Góngora, de Diego Velázquez.

Destaquen
- Miguel de Cervantes
- Mateo Alemán
- Alonso de Ercilla
- Francisco de Quevedo
- Luis de Góngora
- Baltasar Gracián
- Lope de Vega
- Tirso de Molina
- Pedro Calderón de la Barca

### El segle XIX: Romanticisme i Realisme
La Literatura espanyola en el segle xix pot dividir-se en diverses etapes:
1. Fins al 1830. En aquest període les tendències estilístiques del segle xviii encara prevalen, tot i que comencen a sorgir alguns escriptors preromàntics, com Rousseau o Goethe.
2. 1830–1850. Apogeu de la literatura romàntica.
3. 1850–1870. Comença el moviment del Realisme.
4. 1870–1898. Màxima esplendor del Realisme, portat al seu extrem pel naturalisme.

L'any 1898, amb el desastre del 98, va començar al segle XX respecte a l'àmbit literari.

#### El Romanticisme

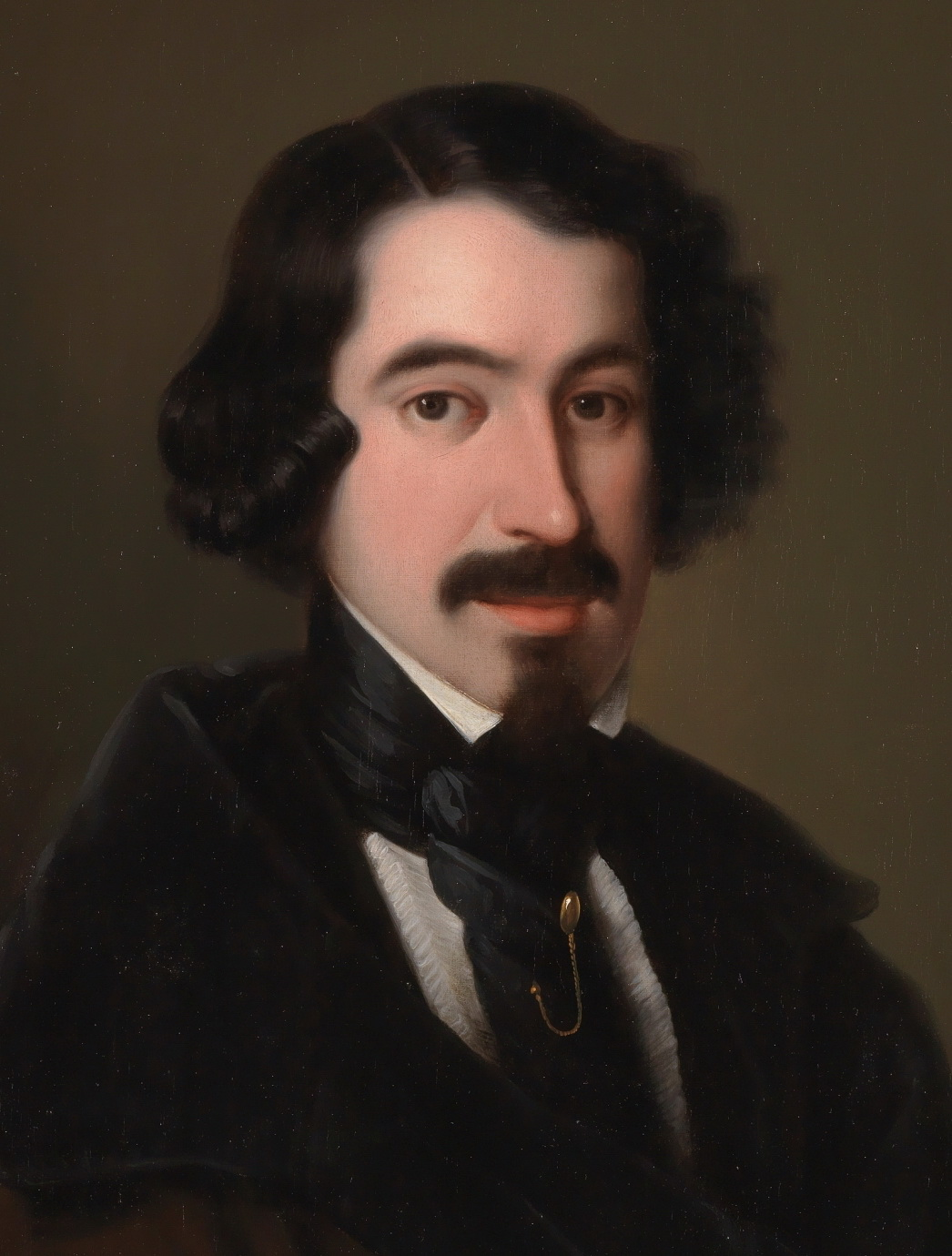
José de Espronceda

Cansats de l'escrupulós rigor dels escriptors il·lustrats, sorgeix, a la dècada de 1830 i sota la influència dels escriptors preromàntics europeus, com Goethe o Rousseau, el Romanticisme a Espanya. Els autors romàntics es van rebel·lar contra tot allò establert pel Neoclassicisme, estaven atrets per tot allò misteriós i intentaven evadir-se del món que els rodejava, disgustats per la societat burgesa i apàtica en què els va tocar viure.
En aquesta època, els conservadors intentaven preservar els seus privilegis, mentre que els liberals lluitaven per suprimir-los. A Europa, es va desenvolupar fortament la indústria i va créixer culturalment, mentre Espanya semblava aïllar-se cada vegada més, donant la imatge d'un país endarrerir.
Les primeres manifestacions del Romanticisme a Espanya van ser a Andalusia, sent un dels seux màxims exponents l'escriptora Cecilia Böhl de Faber y Larrea, més coneguda pel seu pseudònim, Fernán Caballero. Va ser precisament el seu pare Juan Nicolás Böhl de Faber qui va publicar en el Diario Mercantil de Cadis una sèrie d'articles defensant el teatre del segle d'or, i a Catalunya, a través del diari El Europeo, seguint el model de Böhl i defensant un Romanticisme moderat i tradicionalista. Un dels principals introductors del preromanticisme va ser Manuel José Quintana.

##### Poesia
En la poesia, els poetes plasmaven amb eufòria i passió tot allò que sentien. Els principals temes són l'amor passional, les reivindicacions socials, el Jo del poeta i la natura, ambientada en llocs obscurs i misteriosos.
El representant més destacat de la poesia del Romanticisme és José de Espronceda (1808-1842), tot i que també cal destacar altres poetes com Carolina Coronado (1823-1911), el català Joan Arolas (1805-1873), el gallec Nicómedes Pastor Díaz (1811-1863), Gertrudis Gómez de Avellaneda (1814-1873) i Pau Piferrer i Fàbregas (1818-1848).
Canción del pirata és un poema escrit per José de Espronceda i publicat per primera vegada a la revista El Artista l'any 1835.
L'autor prenia el sentit del poema amb un clar tema de denúncia social i feia èmfasi en la llibertat, la característica del romanticisme en aquest poema és que el poeta es rebel·la contrat tot allò que s'oposa al seu Jo personal i a totes les limitacions polítiques, és simbòlic ja que no parla directament de l'autor sinó que fa un paral·lelisme amb un pirata. Defensa la llibertat que constitueix la base del pensament romàntic. Tot el poema està relacionat amb la mar, que és el paisatge més ampli i representa la llibertat.

##### Teatre

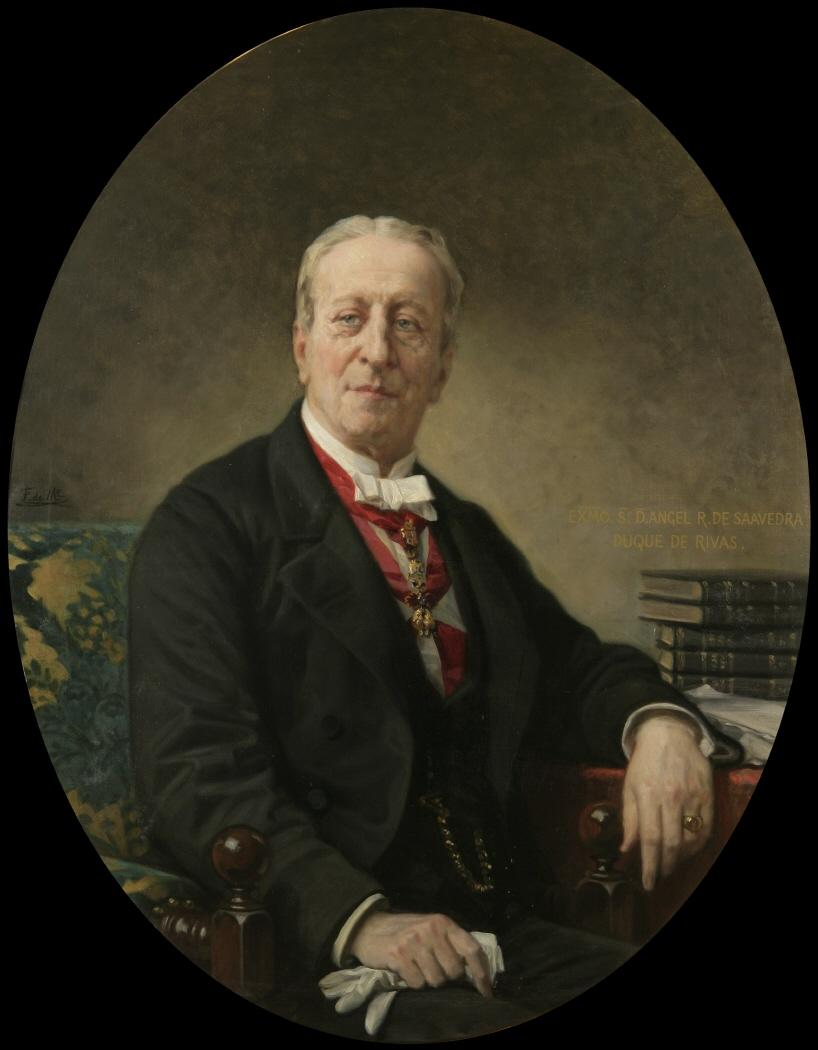
Ángel de Saavedra, duc de Rivas.

El teatre neoclàssic no va aconseguir calar en els gustos dels espanyols. A principis del segle xix, encara s'aplaudien les obres del Segle d'Or. Aquestes obres eren menyspreades pels neoclàssics per no seguir la regla de les tres unitats (acció, lloc i temps) i barreja el caràcter còmic amb el dramàtic. No obstant això, aquelles obres tenien èxit fora d'Espanya, precisament perquè no se seguien l'idel que defensaven els neoclàssics.
El Romanticisme triomfà en el teatre espanyol amb La conjuración de Venecia, de Francisco Martínez de la Rosa; El Trovador, d'Antonio García Gutiérrez; Los amantes de Teruel, de Juan Eugenio Hartzenbusch; però l'any clau va ser el 1835, quan es va estrenar Don Álvaro o la fuerza del sino, del Duc de Rivas (1791–1865). Cal esmetar també la important obra Don Juan Tenorio (1844) de José Zorrilla i Muérete y verás de Bretón de los Herreros. El gènere que més es va cultivar va ser el dramàtic. Totes les obres contenien elements lírics, dramàtics i novel·lescos. La llibertat dominava en el teatre en tots els aspectes.

##### Romanticisme tardà
Ja a la segona meitat del segle xix, els gustos per la història i les llegendes van passar a un segon pla, i la poesia va passar a ser sentimental i intimista. Els poetes estaven influenciats per la poesia alemanya, en especial la de Heinrich Heine.
La poesia, a diferència de la novel·la i del teatre, va seguir sent romàntica (la novel·la i el teatre va seguir la tendència realita). Va centrar la seva atenció en les emocions dels poemes. Es va reduir la retòrica i va augmentar el lirisme, amb l'amor i la passió pel món i per la bellesa com a temes principals. Es van buscar noves formes mètriques així com nous ritmes. L'homogeneïtat del Romanticisme es va transformar en pluralitat en les idees poètiques.
Els poetes més representatius d'aquest període van ser Gustavo Adolfo Bécquer, Augusto Ferrán i la gallega Rosalía de Castro, tot i que ja no van triomfar en aquella societat de la Restauració, utilitària i poc idealista. Es van admirar, a més, els escriptors que abordaven temes de la societat contemporània, com Ramón de Campoamor i Gaspar Núñez de Arce, tot i que avui en dia no tinguin massa rellevància crítica.

#### El Realisme
A Espanya, el Realisme va calar amb una gran facilitat, ja que existia un precedent en les novel·les picaresques i a El Quixot. Va arribar a la seva màxima esplendor en la segona meitat del segle xix (Juan Valera, Pereda i Galdós), tot i que sense arribar al punt de rigorositat dels cànons establerts per l'escola de Balzac.
- Amb Galdós, i posteriorment a Clarín, Pardo Bazán i Blasco Ibáñez, hi ha clares influències naturalistes, però sense els fonaments científics i experimentals que Zola va voler imprimir en les seves obres. Únicament van compartir l'esperiti de lluita contra la ideologia conservadora i, en moltes ocasions, el seu comportament subversiu.
- La novel·la realista reflectia generalment ambients regionals, com Pereda a Cantàbria, Juan Valera a Andalusia, Clarín a Astúries, etc. Benito Pérez Galdós és una excepció, ja que preferia ambientar-se en l'espai urbà de Madrid.

També cal destacar l'auge de les novel·les per entregues (folletín), amb autors com Manuel Fernández y González.

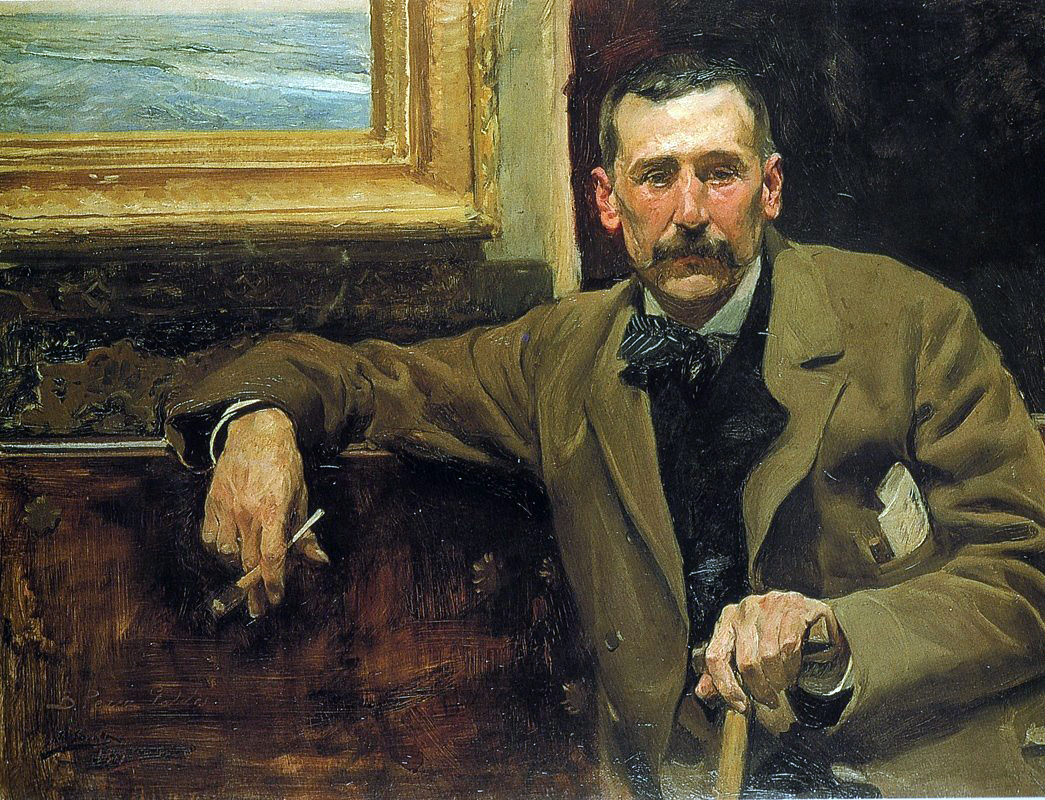
Benito Pérez Galdós.

El naturalisme a Espanya, igual que a França, també va tenir els seus detractors i es van crear grans polèmiques. Entre els seus opositors, hi havia Pedro Antonio de Alarcón i José María de Pereda, que van arribar a qualificar-lo d'«immoral». Els seus defensors més ferms van ser Benito Pérez Galdós i Emilia Pardo Bazán. La controvèrsia més dura va tenir lloc a partir de 1883, arran de la publicació de La cuestión palpitante de Pardo Bazán.

##### Generació del 68
Aquesta generació estava formada per una sèrie d'escroptors considerats d'una nova classe nacional. El període de màxima coincidència com a generació va tenir lloc en la dècade dels vuitanta. Aquesta generació estava integrada per: Pedro Antonio de Alarcón, José María de Pereda, Benito Pérez Galdós, Juan Valera, Leopoldo Alas Clarín, Emilia Pardo Bazán i Armando Palacio Valdés.
Les característiques que defineixen aquest grup són una consciència de classe i l'optimisme (que més tard tornaria cap al pessimisme, per la revolució de 1868). A nivell individual cada autor presentava un estil propi. De tots els autors d'aquest grup, Alarcón era l'únic que presentava alguns trets heredats del romanticisme, sobre tot el costumbrisme. Aquesta influència s'aprecia clarament a Cuentos amatorios (1881), Historias nacionales (1881) i Narraciones inverosímiles (1881).

##### Poesia
Si bé cap a la segona meitat del segle xix la novel·la va evolucionar ràpidament cap al realisme, no va ser el cas de la lírica i el teatre, que van tenir una transformació menys violenta i van seguir impregnant-se de romanticisme fins al final del segle.
Aquest darrer romanticisme és més aparent que real; en ocasions li manca fons i no té l'exaltació lírica a què s'entregava el romanticisme. Això és degut a la societat, ja que era el moment de la burgesia que consolidaria la restauració borbònica de 1875. Aquesta societat, que estava sentant les bases del capitalisme i donant els primers passos d'industrialització del país, no va deixar espai pels que admiraven l'art desinterassadament.
Els escriptors més representatius van ser Gaspar Núñez de Arce i Ramón de Campoamor, en ocasions adscrits al romanticisme com a opositors del moviment, ja que en aquest romanticisme tardà encara quedaven petits vestigis amb Gustavo Adolfo Bécquer i Rosalía de Castro.

##### Teatre
El teatre realista espanyol descriu un arc des de les postures més conservadores i acrítiques a les més progressistes i àcides: des de l'alta comèdia d'Adelardo López de Ayala i Ventura de la Vega, al teatre èticament inquiet de Benito Pérez Galdós i l'acerada crítica d'Enrique Gaspar y Rimbau, dramaturg de minories. Juntament amb aquests autors, es va reprendre l'interès pel construmbisme que va reflectir el període burgès més conservador a través de gèneres com la sarsuela o el género chico, el sainet o el teatre per hores. Es tractava d'un teatre fonamentalment d'evasió, que procurava no plantejar problemes de consciència al burgès. Igualment, s'intentava revitalitzar els antics valors conservadors de l'honor amb les iniciatives per fer reviure el drama històric romàntic per part de Manuel Tamayo y Baus o per part del neoromanticisme del matemàtic José Echegaray.

### Generació del 98 i segle XX
- Generació del 98
- Generació de 1914
- Generació del 27
- Generació del 50
- Novel·la espanyola de postguerra

## Literatura contemporània
Javier Marías és àmpliament considerat l'autor més notable de la literatura castella contemporània. Altres escriptors aclamats i àmpliament llegits tant nacionalment com internacional són Enrique Vila-Matas, Rosa Montero, Antonio Muñoz Molina i Carlos Ruiz Zafón. En els darrers anys, autors com Elvira Navarro i Javier Cercas han publicat novel·les best-seller força aclamades.

## Premis Nobel de Literatura
| Any  | Escriptor          |
| ---- | ------------------ |
| 1904 | José Echegaray     |
| 1922 | Jacinto Benavente  |
| 1956 | Juan Ramón Jiménez |
| 1977 | Vicente Aleixandre |
| 1989 | Camilo José Cela   |